# Фурма (доменна піч)

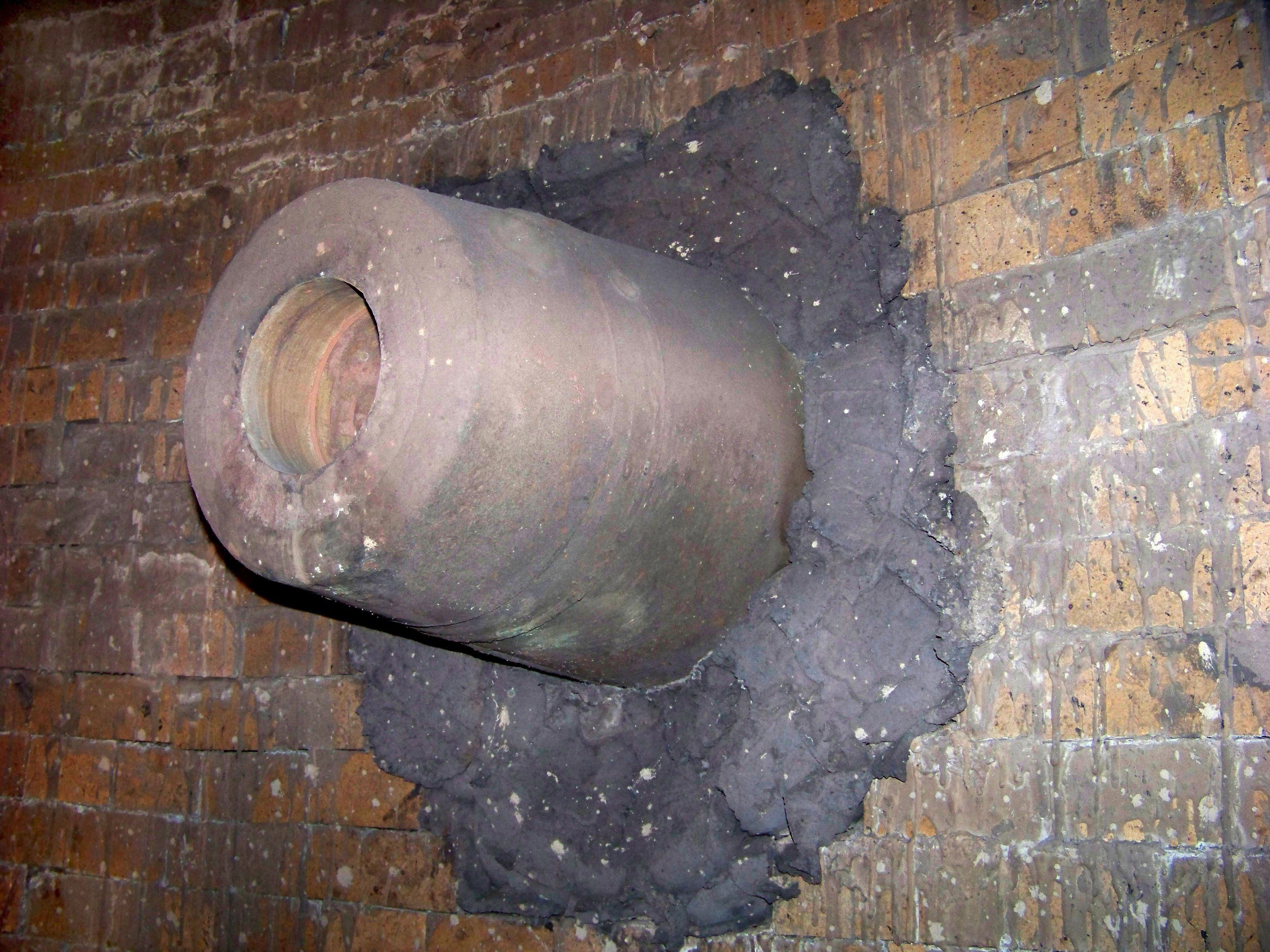
Фурма. Вигляд зсередини доменної печі.

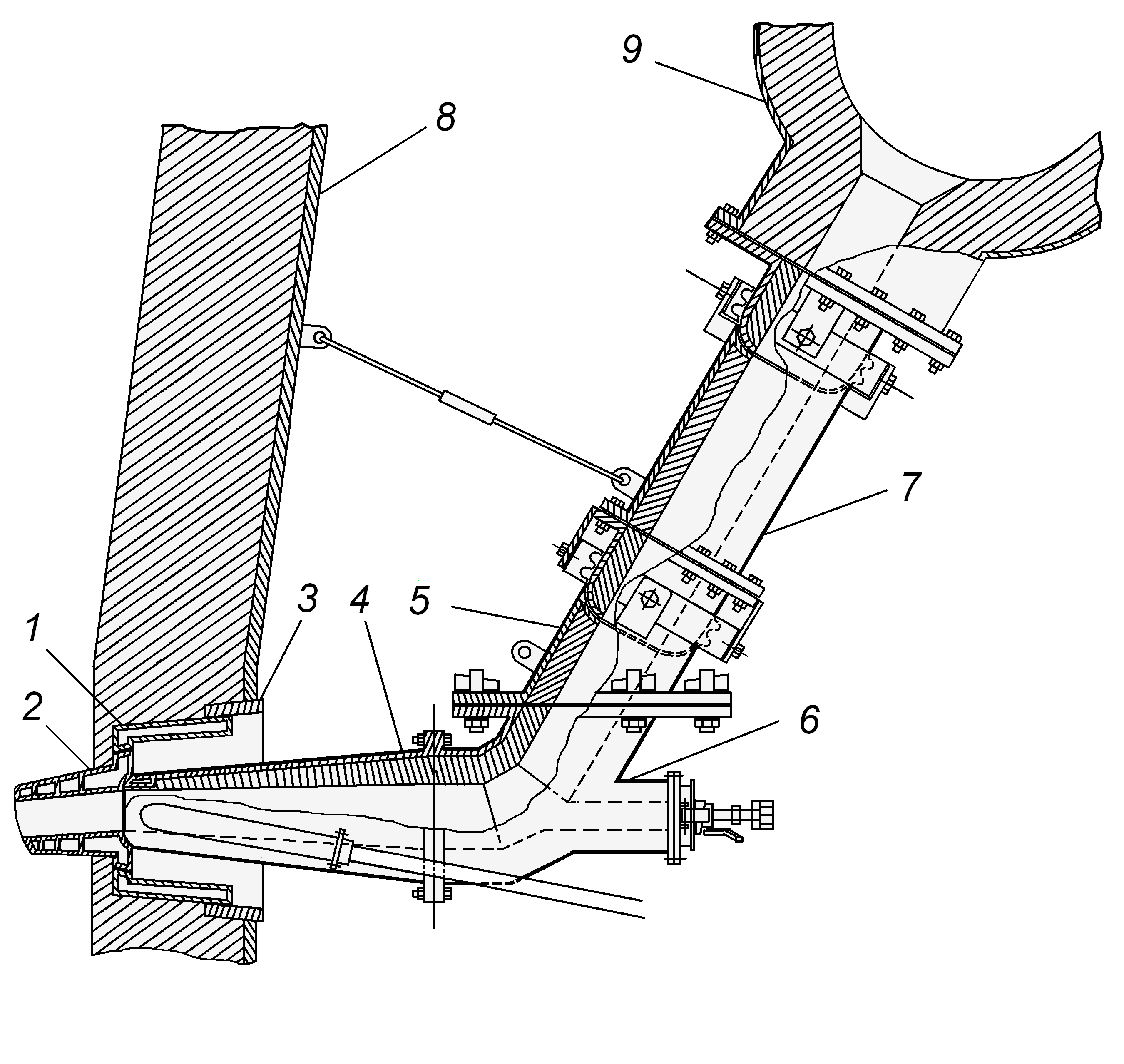
Пристрій для подачі дуття в доменну піч. 1 — фурменний холодильник, 2 — фурма, 3 — утримувач фурменного холодильника, 4 — сопло, 5 — перехідник, 6 — коліно, 7 — циліндричний повітропровод, 8 — стінка доменної печі, 9 — кільцовий повітропровод.

Фу́рма (від нім. Form — форма) — пристрій для подачі повітряного дуття в доменну піч. Являє собою порожнисту мідну вили́вану або зварну конструкцію особливої форми, близької до форми зрізаного конуса, у внутрішній порожнині фурми для її охолодження постійно циркулює вода. Внутрішній діаметр повітряних фурм коливається від 140 до 200 мм і обумовлюється необхідністю отримання оптимальної швидкості витоку дуття фурми. Фурми вставляються у фурменні прилади у фурменній зоні доменної печі. Дуття підводиться безпосередньо до фурм від повітропроводів за допомоги приладу для підведення дуття. Кількість фурм, що використовуються на доменній печі, залежить від її об'єму та діаметра горна і становить на сучасних доменних печах від 16 до 42.

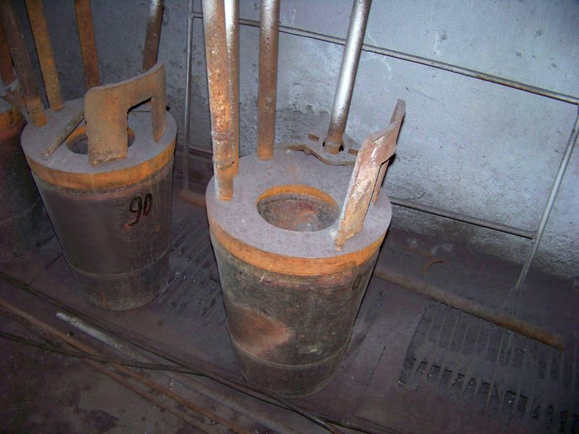
Фурми.

Працюючи у досить важких умовах, фурми інколи перегорають, що призводить до необхідності їхньої заміни. Для заміни фурми зупиняють доменну піч — припиняють подачу в ню повітря (дуття), розбирають прилад для підведення дуття, витягають фурму, вставляють нову, збирають фурменний прилад і знову задувають доменну піч — подають у неї дуття.
Створення водоохолоджуваних повітряних фурм пов'язане з ім'ям Конді, який вперше використав їх 1802 року на заводі «Кальдер» у Шотландії.